# ژول تینل
ژول تینل (فرانسوی: Jules Tinel‎؛ ‏ ۱۲ اکتبر ۱۸۷۹ – ۱۹۵۲) عصب‌شناس اهل فرانسه بود که امروزه بابت آزمون تینل شناخته می‌شود. وی یکی از شاگردان شارل امیل تروازیه بود و دکترای پزشکی خود را در سال ۱۹۱۰ با نگارش پایان‌نامه‌ای دربارهٔ درگیری عصبی در تابس دورسالیس دریافت کرد. او سپس دستیاری پزشکی را از سال ۱۹۱۱ شروع کرد و در سال ۱۹۱۳ رئیس آزمایشگاه بیمارستان پیتیه-سالپتریر شد. پس از جنگ جهانی اول و رفع بسیج عمومی او تمرکز خود را بر بیماری‌های روان‌تنی قرار داد. تینل یکی از نخستین کسانی است که در سال ۱۹۲۲ فئوکروموسیتوما را شرح داد. در جریان جنگ جهانی دوم، او افراد فعال در مقاومت فرانسه بود و پسرش در اردوگاه کار اجباری میتلباو-دورا کشته شد.